# 이정규 (축구인)
이정규 (1982년 7월 10일 ~ )은 대한민국의 전직 축구선수였다. 현재 K리그2의 광주 FC의 코치이다.